# Holtzwihr
Holtzwihr je občina v departmaju Haut-Rhin francoske regije Alzacija.
Leta 1990 je v občini živelo 831 oseb oz. 129 oseb/km².